# August Kroneberg
August Kroneberg (* 2. April 1885 in Sondershausen; † 6. Januar 1969 in Leipzig) war ein deutscher Gewerkschafter für die Tischler-Gewerkschaft in Leipzig und ein Kommunalpolitiker der SPD in den Jahren 1919 bis 1933. Von 1933 bis 1939 arbeitete er für die SPD im Untergrund. 1939 wurde er gemeinsam mit dem Leipziger Sozialdemokraten Erich Schilling im Rahmen der A-Kartei-Aktion verhaftet und im KZ Buchenwald interniert.

## Jugend
August Kroneberg entstammte einer proletarischen, kinderreichen Familie mit zwölf Geschwistern. Er besuchte die achtjährige Bürgerschule und erlernte von 1899 bis 1902 das Zimmerer-Handwerk. 1903 trat er in die SPD ein. 1909 erfolgte seine Hochzeit mit Hedwig Dähne.

## Berufliche Tätigkeit bis 1933
Nach dem zweijährigen Besuch der Fach- und Gewerbeschule und bestandener Gesellenprüfung bereiste er als Zimmerergeselle Deutschland, die Schweiz, Frankreich, Dänemark, Schweden, Österreich-Ungarn, Italien, Belgien und die Niederlande. 
Von 1909 bis 1914 arbeitet er für verschiedene Leipziger Baufirmen als Zimmerer. Von 1914 bis 1918 ist er als Pionier im Ersten Weltkrieg im Einsatz. Nach seiner Rückkehr wurde er 1919 zum Vorsitzenden des Zentralverbandes der Zimmerer-Zahlstelle Leipzig gewählt und wurde Gewerkschaftsangestellter. Er setzte sich für den Ausbau der gewerkschaftlichen Fachorganisationen ein und wirkte am Aufbau der Fachvermittlung und der Berufsberatung Arbeitsamt Leipzig mit. Seit 1928 war er Stadtverordneter und Vorsitzender des Bauausschusses der Stadt Leipzig. Bis 1930 war er Mitglied im Verwaltungsausschuss des Arbeitsamtes Leipzig und stellvertretendes Mitglied des Verwaltungsausschusses beim Landesarbeitsamt Sachsen.

## Untergrundtätigkeit 1933–1939
Nach der „Machtergreifung“ wurde er sofort von allen Tätigkeiten für die Stadt Leipzig und das Arbeitsamt Leipzig ausgeschlossen. Mit Unterbrechungen konnte er kurzfristig in seinem Beruf als Zimmerer und als Angestellter arbeiten. Unter mehreren Pseudonymen leistete er Untergrundarbeit für die SPD Leipzigs. 

## Internierung im KZ Buchenwald
Am 1. September 1939 wurde er mit dem SPD-Genossen Erich Schilling von der Gestapo im Rahmen der A-Kartei-Aktion verhaftet. Beide wurden am 26. September in das KZ Buchenwald verbracht. Schilling wurde später Mitautor des „Buchenwalder Manifestes“. August Kroneberg (Häftlingsnummer 5571) wurde 1942 in die Außenstelle Köln des KZ Buchenwald verlegt und war auf dem Kölner Messegelände interniert. Von dort aus wurde er als Zimmerer im zerstörten Köln eingesetzt. Seine 1909 geschlossene Ehe, aus der zwei Töchter hervorgehen, wurde zwangsgeschieden.

## Internierung im KZ Mittelbau-Dora
Anfang September 1943 wurde er in das neu aufzubauende KZ Mittelbau-Dora bei Nordhausen verlegt, nur wenige Kilometer von seinem Heimatort Sondershausen entfernt. Er wurde Kapo des Zimmerei-Kommandos und war damit zuständig für den Aufbau der Verwaltungs-, Kranken- und Häftlings-Baracken. Er sah seine Aufgabe darin, die Bauarbeiten zügig voranzubringen, damit die Häftlinge schnellstmöglich aus dem Stollensystem im Kohnstein wenigstens zeitweise herauskamen, da in den ersten Monaten die Häftlinge den Stollen ausbauen und V2-Raketen montieren mussten, ohne das Tageslicht zu sehen. Später gab er zu Protokoll, dass der Barackenbau ständig kontrolliert wurde, dass zahlreiche Besichtigungen stattfanden, unter anderen auch durch Wernher von Braun. Er gehörte der losen Leitung einer antifaschistischen Widerstandsgruppe an, gemeinsam mit dem KPD-Funktionär Albert Kuntz. Des Weiteren traf er dort auf die Widerständler Albert Kuntz, Georg Thomas, Ludwig Szymczak, Otto Runki, Christian Behan, Fritz Pröll, den tschechoslowakischen Arzt und Kommunisten Jan Cespiva, den sowjetischen Fliegerhauptmann Jelowoj aus Odessa, der unter dem falschen Namen Simeon Grinko in Dora war, sowie polnische, französische und holländische Widerstandskämpfer. Anfang 1945 wurde er in den Bunker gesperrt und Anfang April 1945 – kurz vor Ankunft der US-Armee – auf einen Todesmarsch ins KZ Bergen-Belsen geschickt. Nach seiner Entlassung am 30. April 1945 aus dem KZ Bergen-Belsen durch die Engländer ging er zurück nach Leipzig.

## Nachkriegszeit in Leipzig
In Leipzig erneuerte er sofort seine Mitgliedschaft in der SPD und machte sich nach einer nur wenige Wochen dauernden Erholung – jetzt schon 60-jährig – an den Wiederaufbau und die Reorganisation des Leipziger Arbeitsamtes. Der Zwangsvereinigung mit der KPD zur SED stand er skeptisch gegenüber. Schon bald wurde er innerhalb der KPD denunziert, dass er eine erfolgreiche Parteiarbeit in der KPD sabotiere. Obwohl er der Vereinigung mit der KPD und der Gründung der SED zustimmte, findet sich in der Leipziger Volkszeitung vom 18. November 1950 ein Artikel „Räuchert die Nester der Schumacher-Agenten“ aus, in dem er und weitere Sozialdemokraten – darunter auch Erich Schilling – als Agenten des US-Imperialismus und als Feinde der Arbeiterklasse denunziert wurden. Es folgte der Ausschluss aus der SED, verbunden mit dem Verlust der Parteirente. 
Im Vorfeld des Essener Dora-Prozesses am Landgericht Essen gegen ehemalige SS-Führer des KZ Mittelbau-Dora wurde Kroneberg rehabilitiert. Er wurde ausführlich über seine Kenntnisse aus der Zeit in den Konzentrationslagern befragt, und seine Aussagen wurden protokolliert. Er erhielt von Walter Ulbricht oder Otto Grotewohl unterzeichnete Ehren- und Anerkennungsurkunden, die Ehrennadel der Nationalen Front, sowie die „Medaille für die Teilnahme an den bewaffneten Kämpfen der deutschen Arbeiterklasse in den Jahren 1918 bis 1923“ und die „Medaille für Kämpfer gegen den Faschismus 1933 bis 1945“. Dies alles war verbunden mit einer Ehrenrente in Höhe von 150 DM, die seine Rente als Verfolgter des Naziregimes (VDN) in Höhe von 440 DM (DM der DDR) aufbesserte.
Am 6. Januar 1969 starb August Kroneberg in Leipzig und wurde auf dem Südfriedhof Leipzig, Grabstelle 06/07/31, im Ehrenhain der sozialistischen Kämpfer gegen den Faschismus beigesetzt.
Seine politische Arbeit für die SPD ist weitgehend vergessen und hat keine besonderen Würdigungen gefunden.